# 정선 봉양리 뽕나무
정선 봉양리 뽕나무(旌善 鳳陽里 뽕나무)는 대한민국 강원특별자치도 정선군 정선읍 봉양리에 있는 뽕나무이다. 1971년 12월 16일 강원도의 기념물 제7호로 지정되었고, 봉양리 뽕나무에서 정선 봉양리 뽕나무로 명칭이 확정되면서 10월 25자로 천연기념물로 지정 예고했다.

## 지정 사유
뽕나무는 추위에 견디는 힘이 강해 전국 어디에서나 자란다. 나무껍질은 회갈색 또는 회백색이고, 잎은 긴 타원형으로 가장자리에 둔한 톱니가 있다. 꽃은 6월에 피고 열매도 6월에 맺어 검은색으로 익는다. 뽕나무 잎은 누에치기에 있어서 필수적이라 국가에서는 일찍부터 뽕나무 재배를 권장하였다.
봉양리의 뽕나무는 나이가 500년 정도로 추정되며, 높이 25m, 둘레 2.5m로 전국에서도 크고 오래된 뽕나무 중의 하나로 알려져 있다.
나무의 유래에 대하여는 서울에서 벼슬살이를 하던 제주 고씨가 관직을 버리고 정선으로 내려 오면서 옮겨다 심은 것으로 전해오고 있다.
옛부터 봉양리 일대를 가리켜 상마십리(桑麻十里)라 불렀던 점으로 미루어 길쌈이 성행하였던 것으로 추정되나, 현재는 뽕나무밭에 마을이 들어서고 한 그루의 뽕나무만 남아있다.

## 같이 보기
- 정선 상유재 고택 - 강원도 유형문화재 제89호

## 참고 자료
- 정선 봉양리 뽕나무 - 국가유산청 국가유산포털

1. ↑  G1TV. “정선 봉양리 뽕나무 천연기념물 지정 예고”. 2021년 10월 25일에 확인함.